# Gåstjärnen (Vilhelmina socken, Lappland, 716878-157992)
Gåstjärnen är en sjö i Vilhelmina kommun i Lappland och ingår i Öreälvens huvudavrinningsområde. Gåstjärnen ligger i Gransjömyrarna Natura 2000-område.